# 데이고촌
데이고촌(堤郷村)은 사이타마현 기타카쓰시카군에 존재했던 촌이다. 현재의 스기토정 남부에 해당한다.

## 역사
- 1889년 4월 1일 - 정촌제 시행에 의해 기타카쓰시카군 데이고촌이 성립하였다.
- 1955년 2월 11일 - 스기토정, 다이야촌, 다카노촌과 합병해, 새로운 스기토정이 성립해, 동일 데이고촌은 폐지되었다.

## 참고문헌
- 角川日本地名大辞典 11 埼玉県